# Simulium costaricense
Simulium costaricense är en tvåvingeart som beskrevs av John Smart 1944. Simulium costaricense ingår i släktet Simulium och familjen knott. Inga underarter finns listade i Catalogue of Life.